# Notre-Dame de Québec
De kathedraal-basiliek Notre-Dame de Québec (Nederlands: Onze Lieve Vrouw van Québec) is de zetelkerk van het rooms-katholieke aartsbisdom Québec. De kerk bevindt zich te Québec in het historische arrondissement van Vieux-Québec tegenover het Hôtel de Ville de Québec en werd aan het Séminaire de Québec aangebouwd.

## Geschiedenis

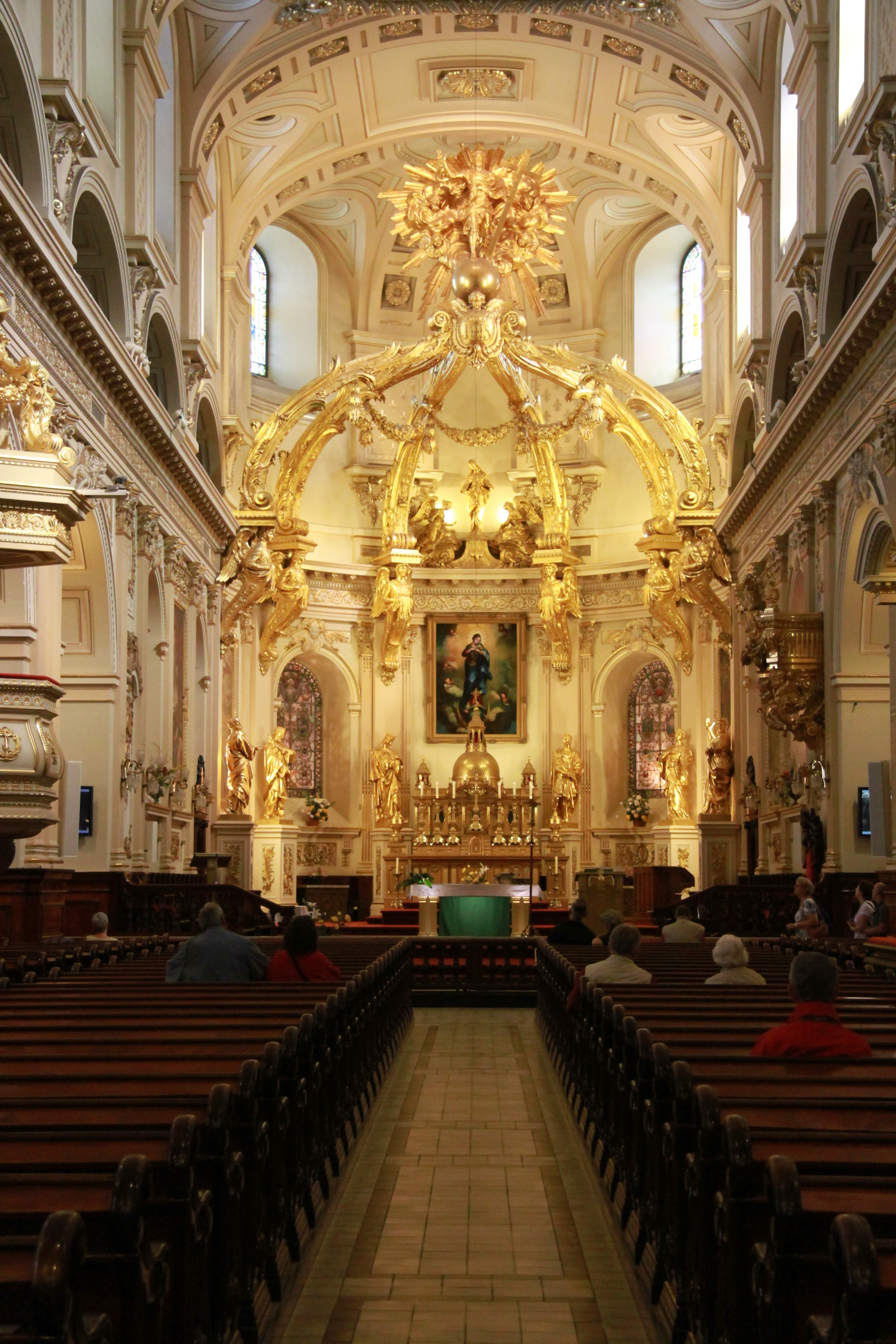
Interieur

De Notre-Dame de Québec is de zetelkerk met de oudste papieren van een bisdom ten noorden van Mexico en ook de oudste parochiekerk van Noord-Amerika. 
De eerste bouw dateert uit het jaar 1647. Deze bouw werd in 1759 tijdens het beleg van Québec door de Engelsen verwoest. De enkele jaren later herbouwde kerk brandde op 22 december 1922 af. Het huidige kerkgebouw werd tussen 1923 en 1930 gebouwd. Sinds 23 juni 1966 staat de kerk als Bien culturel de Québec onder monumentenzorg, sinds  1 januari 1989 is het een Lieu historique national du Canada (National Historic Site of Canada).
In 1874 werd de Notre-Dame als eerste Noord-Amerikaanse kerk door paus Pius IX tot de rang van een basilica minor verheven.
De kathedraal vierde in 2014 haar 350-jarige jubileum. Onderdeel van de vieringen was de toevoeging van een Heilige Deur, de eerste buiten Europa en de zevende Heilige Deur in de wereld. De deur werd op 8 december 2013 geopend. Een jaar na de opening blijft de deur tot 2025 verzegeld.

## Architectuur en inrichting
Bij de wederopbouw in de jaren 1920 werd de oostelijk georiënteerde kathedraal conform de voorganger herbouwd. Zowel de bouwstijl als het interieur oriënteren zich aan de stijlvormen van het Franse classicisme van voor de revolutie (Lodewijk XVI-stijl. De Notre-Dame betreft een drieschepige basiliek met kooromgang. Van de beide westelijke torens werd alleen de zuidelijke toren met een octogonale bovenbouw en dubbele lantaarn geheel uitgevoerd, de noordelijke eindigt in een rechthoekige torenstomp.

## Orgel
De kathedraal bezit drie orgels die alle drie in de jaren 1920 door de gebroeders Casavant werden gebouwd. Het grote hoofdorgel op de westelijke galerij kwam in 1927 gereed. Het instrument heeft 70 registers verdeeld over vier manualen en pedaal. De speel- en registertracturen zijn elektro-pneumatisch.